# مدرسه غیاثیه
مدرسه غیاثیه (پامنار) بنایی مربوط به دوره سلجوقیان - دوره تیموریان است و در قم، خیابان آذر واقع شده است. این اثر در تاریخ ۱۲ مهر ۱۳۷۷ با شمارهٔ ثبت ۲۱۲۹ به‌عنوان یکی از آثار ملی ایران به ثبت رسیده است.
سردر مدرسهٔ غیاثیه چند بار مرمت و بازسازی شده و آخرین دور مرمت آن در سال‌های ۱۳۹۴ و ۱۳۹۶ انجام گرفته است.

## نگارخانه

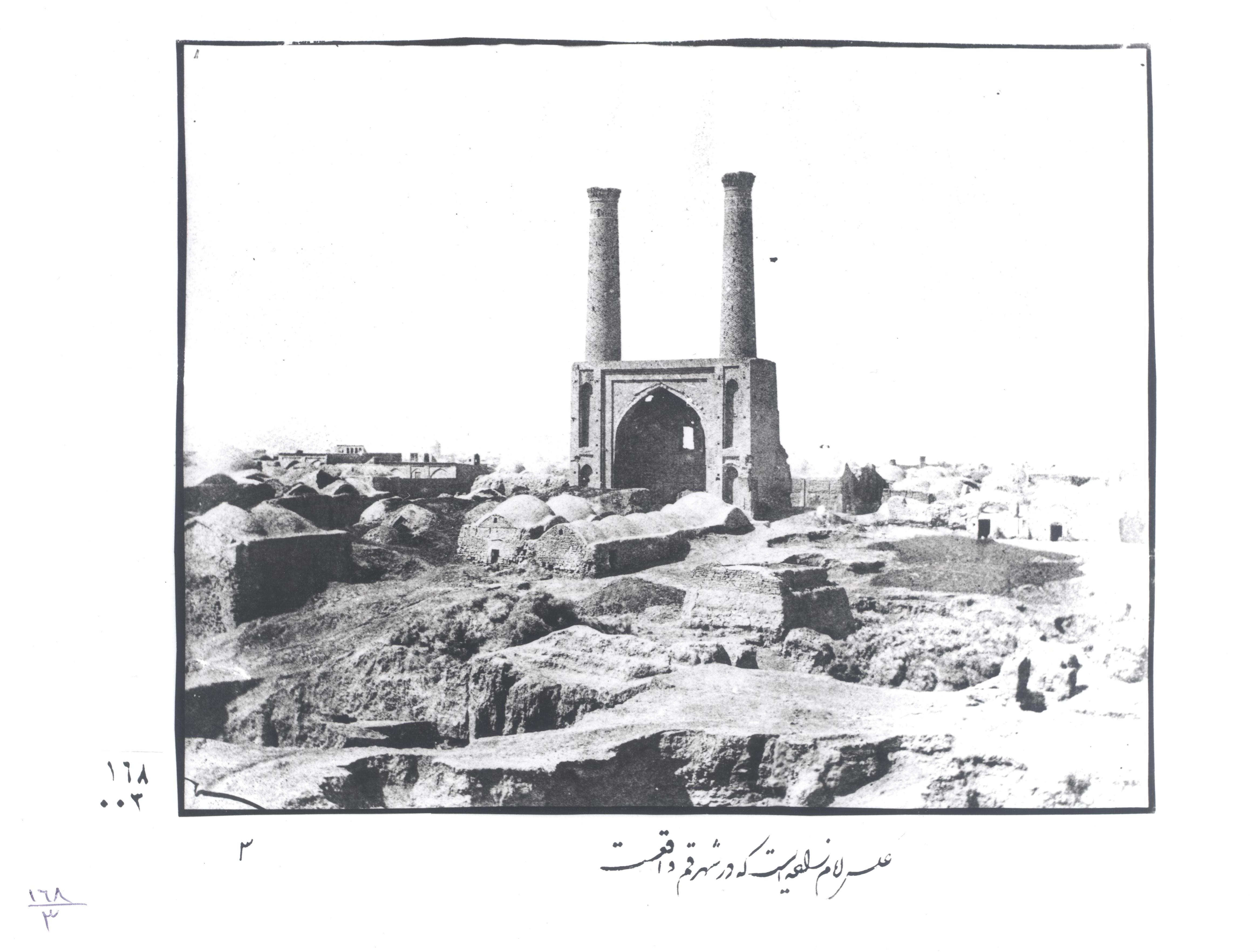
سردر مدرسهٔ غیاثیه در ۱۲۷۵ ه‍.ق
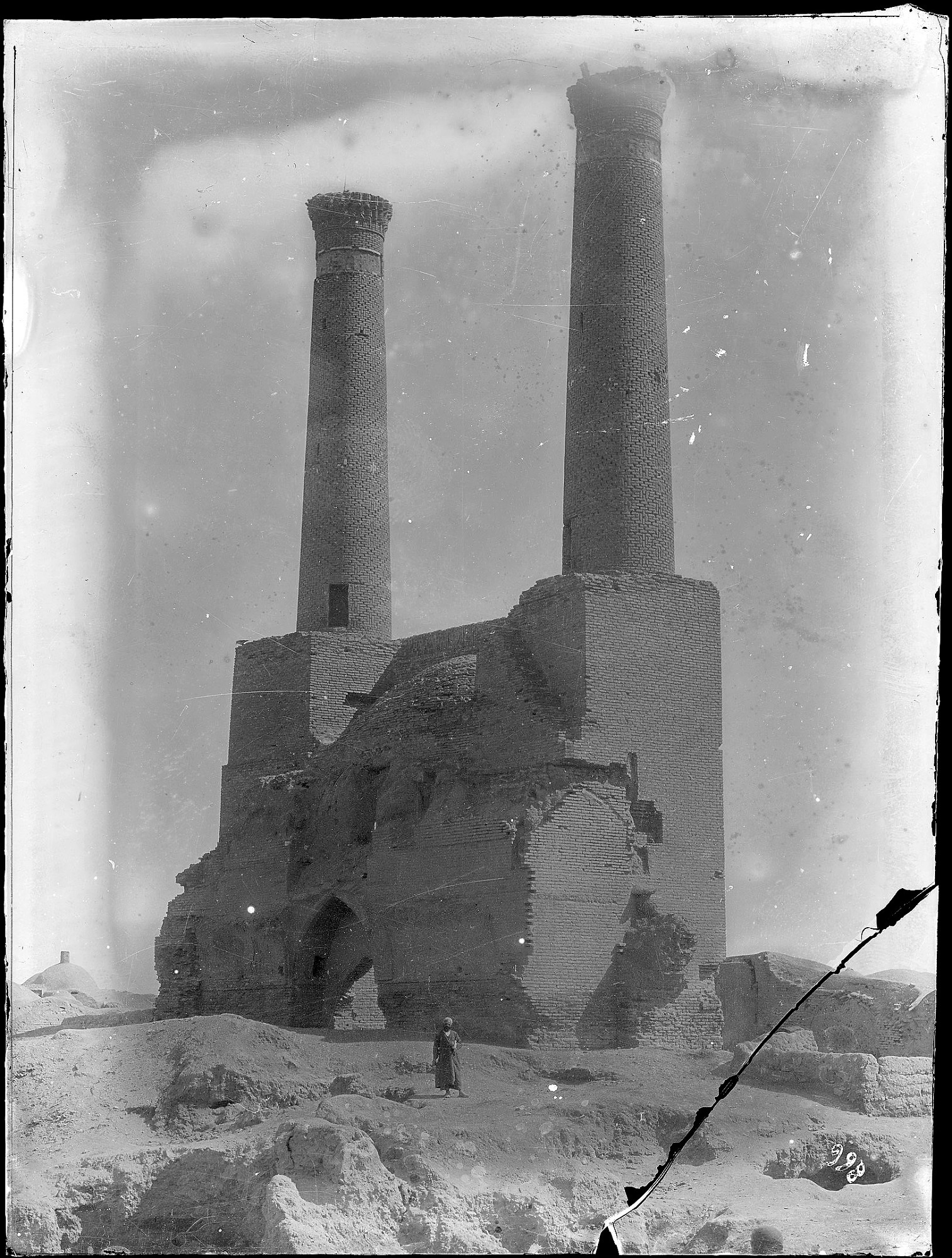
نمایی از مدرسهٔ غیاثیه در اواخر قرن ۱۳ ه‍.ق
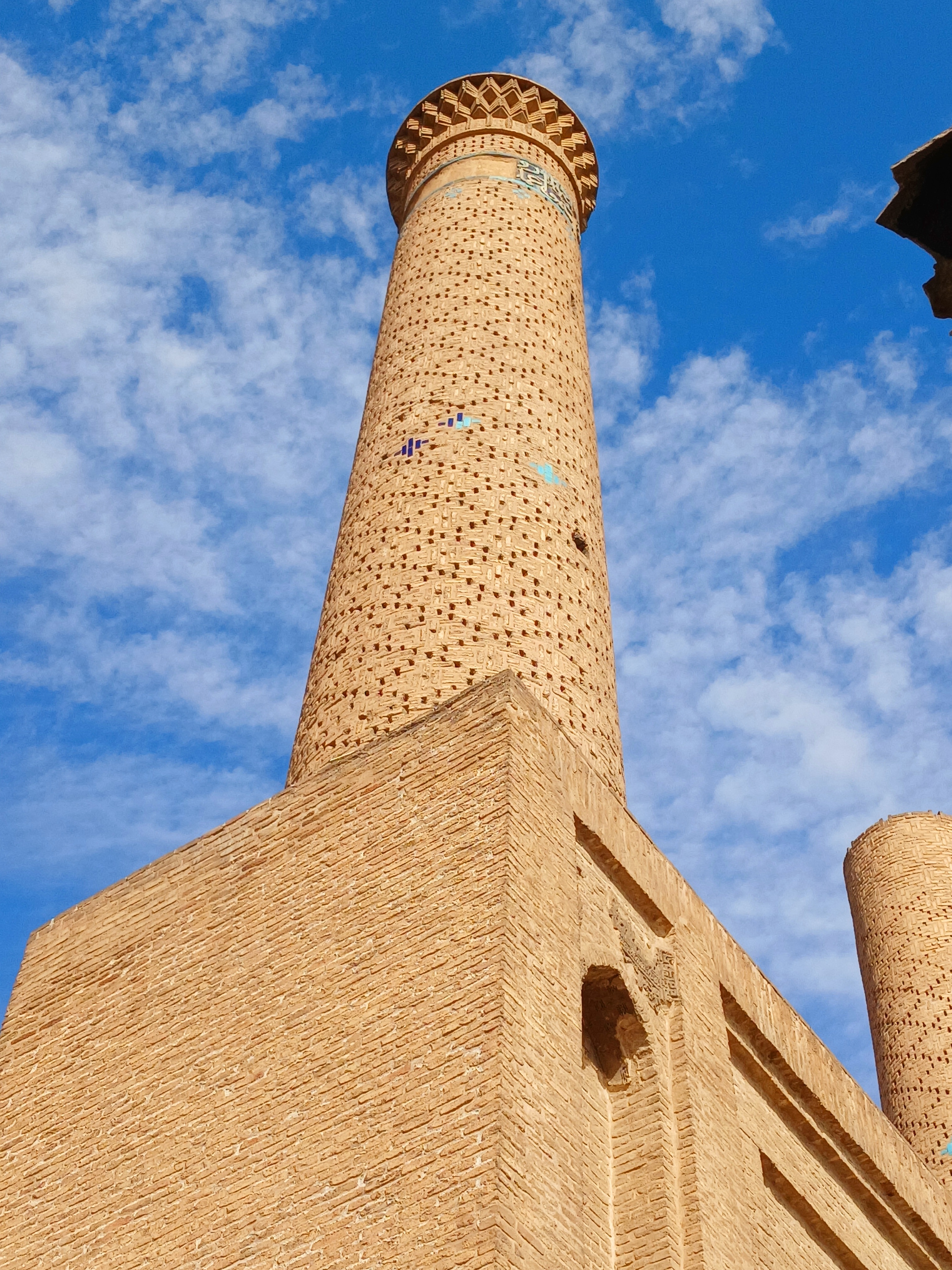
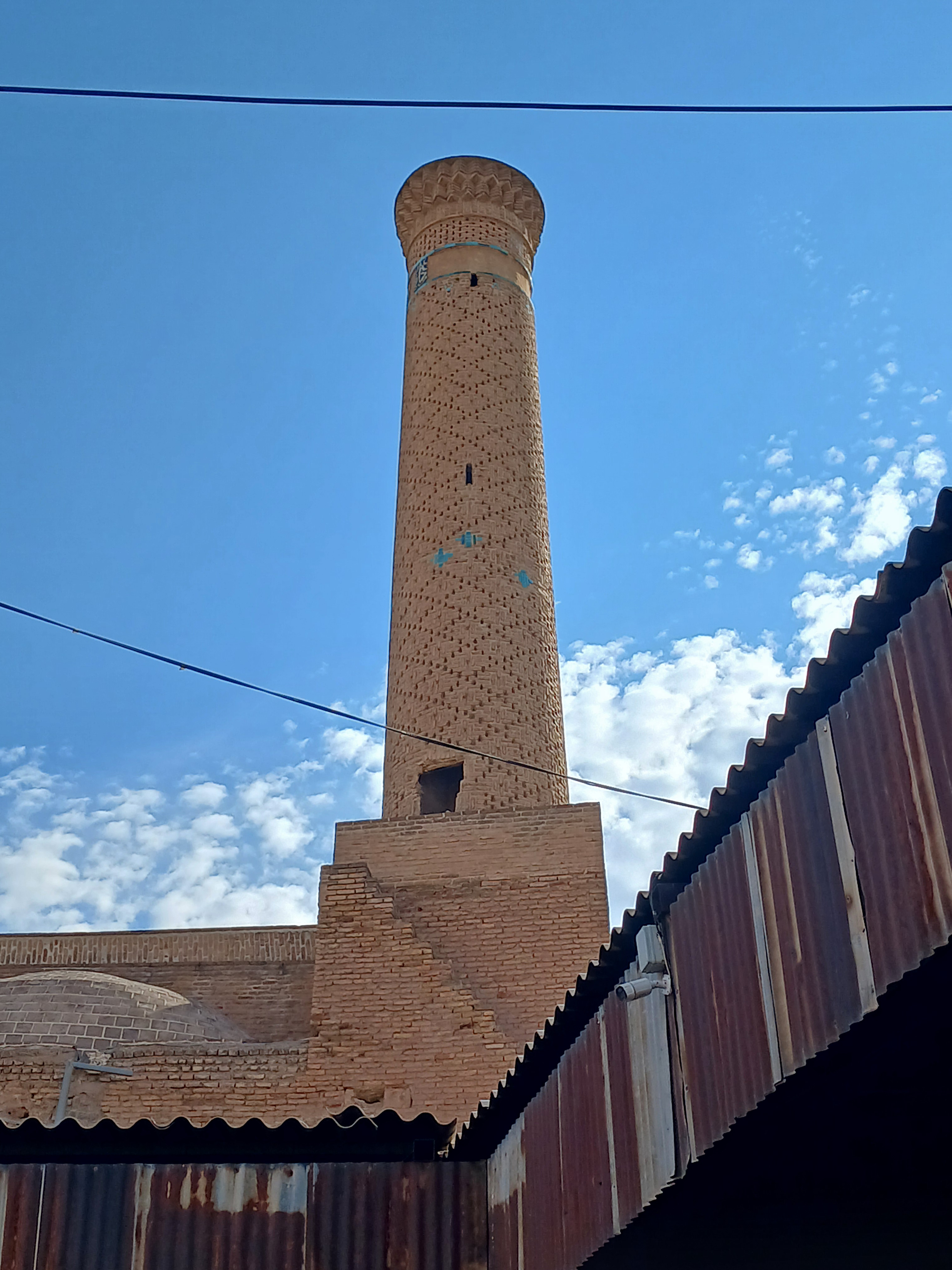
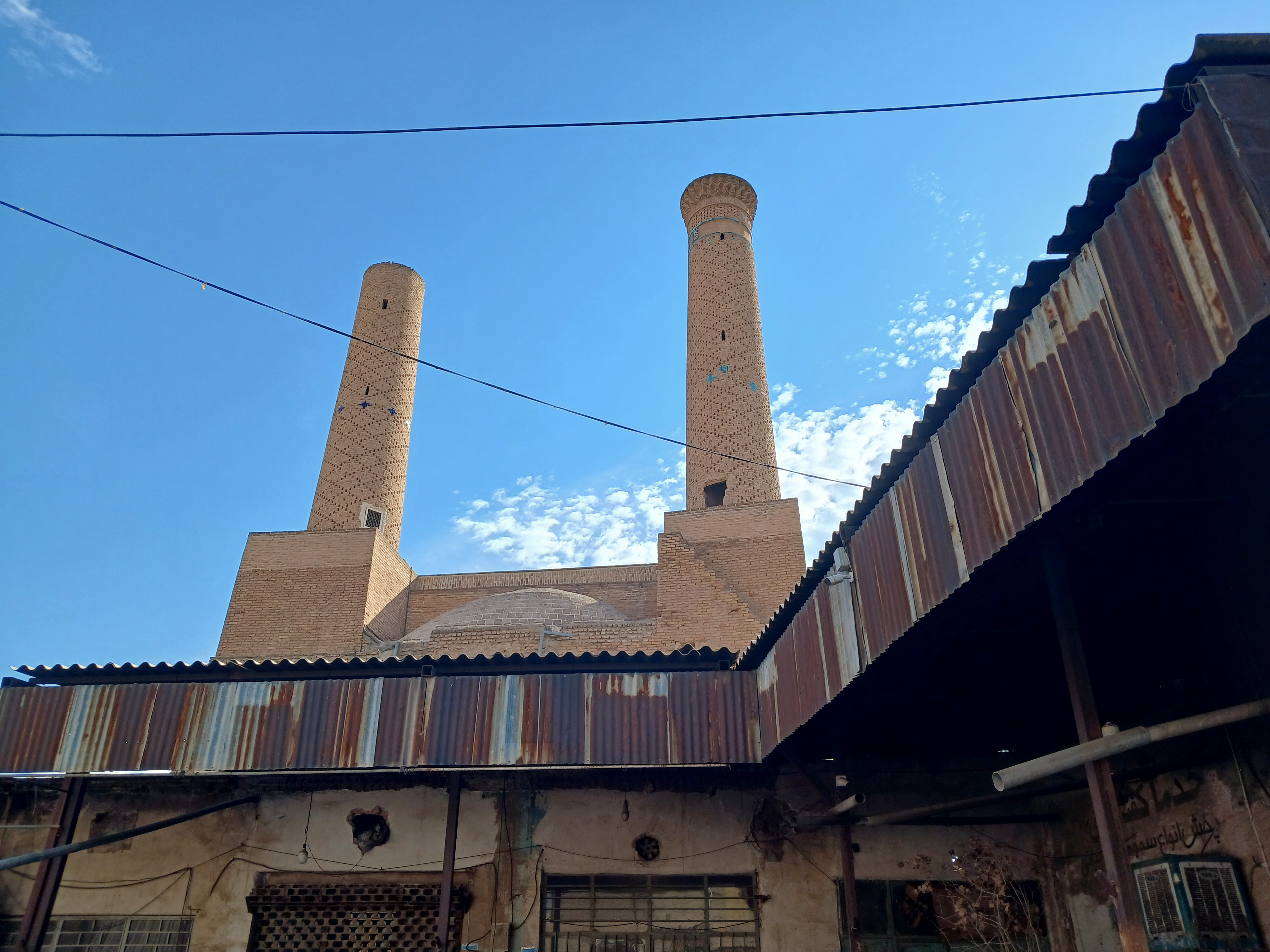
نمای شمالی از پشت ایوان و مناره‌ها؛ اکنون به عنوان میدان بار و غرفه‌های نجاری از آن استفاده می‌شود